# Cuculiformes
Els cuculiformes (Cuculiformes) són un ordre d'ocells que practiquen un parasitisme reproductor, fet que no s'observa pas en cap altre ordre d'ocells europeus.

## Morfologia
- Fan entre 35 i 65 cm de llargària.
- Tenen sempre quatre dits, que poden ésser disposats dos cap endavant i dos cap endarrere. Tots quatre dits, però, són proveïts d'ungles llargues i fortes.
- La cua és mitjanament llarga i formada per deu rectrius.

## Costums
És un ordre cosmopolita, de costums arborícoles, i alguns gèneres parasiten els nius d'altres ocells (la femella s'encarrega de pondre els ous en els nius d'altres ocells, perquè aquests els covin, sense que s'adonin que no són seus).
Fan un crit que sembla emès per un ésser humà, de tan nítid com se sent.

## Taxonomia
Comprèn dos subordres: un agrupa els cucuts (família dels cucílids) i l'altre els turacs (família dels musofàgids). En algunes classificacions s'inclouen els opistocòmids dins la família dels musofàgids.
S'han descrit 174 espècies de cuculiformes, classificades en 3 famílies, 5 subfamílies i 41 gèneres, de la següent forma:
- Família Cuculidae
  - Subfamília Centropodinae
    - Centropus

  - Subfamília Couinae
    - Carpococcyx
    - Coua

  - Subfamília Crotophaginae
    - Crotophaga
    - Guira

  - Subfamília Cuculinae
    - Cacomantis
    - Cercococcyx
    - Ceuthmochares
    - Chrysococcyx
    - Clamator
    - Coccycua
    - Coccyzus
    - Cuculus
    - Dasylophus
    - Eudynamys
    - Hierococcyx
    - Microdynamis
    - Nannococcyx
    - Pachycoccyx
    - Phaenicophaeus
    - Piaya
    - Rhamphococcyx
    - Rhinortha
    - Scythrops
    - Surniculus
    - Taccocua
    - Urodynamis
    - Zanclostomus

  - Subfamília Neomorphinae
    - Dromococcyx
    - Geococcyx
    - Morococcyx
    - Neomorphus
    - Tapera
- Família Musophagidae
  - Corythaeola
  - Corythaixoides
  - Crinifer
  - Criniferoides
  - Gallirex
  - Musophaga
  - Tauraco
- Família Opisthocomidae
  - Opisthocomus